# 阿格涅什卡·乔佩克
阿格涅什卡·乔佩克（波蘭語：Agnieszka Czopek，1964年—），波兰女子游泳运动员。她曾代表波兰参加1980年夏季奥林匹克运动会游泳比赛，获得女子400米个人混合泳铜牌。